# Municipalità di Kobuleti
La municipalità di Kobuleti (in georgiano ქობულეთის მუნიციპალიტეტი?) è una municipalità georgiana dell'Agiaria.
Nel censimento del 2002 la popolazione si attestava a 88.063 abitanti. Nel 2014 il numero risultava essere 74.794.
La cittadina di Kobuleti è il centro amministrativo della municipalità, la quale si estende su un'area di 712 km².

## Popolazione
Dal censimento del 2014 la municipalità risultava costituita da:
- Georgiani, 97,1%
- Armeni, 0,9%
- Russi, 0,9%
- Greci, 0,4%
- Ucraini, 0,2%

## Monumenti e luoghi d'interesse
- Petra
- Parco nazionale di Mtirala